# آندره سوروگین
آندره سوروگین (ارمنی: Դարվիշ (Անդրե Սևրուկյան)؛ (به انگلیسی: André Sevruguin)؛ زاده ۱ مهٔ ۱۸۹۶ – درگذشته ۱۷ دسامبر ۱۹۹۶)، معروف به درویش‌، نقاش برجستهٔ مینیاتور و یکی از چهره‌های شناخته شده در نقاشی ایرانی معروف به نقاشی قهوه‌خانه‌ای بود.

## زندگی
آندره سوروگین فرزند آنتوان سوروگین (از اولین عکاسان ایران) و لوئیز گورگنیان بود. وی در	۱ مهٔ ۱۸۹۶ (۱۲ اردیبهشت ۱۲۷۵) در تهران به دنیا آمد.
او تحصیلات خود را در مدرسهٔ سن لوئی به پایان رساند و چندی نیز در این مدرسه به تدریس پرداخت. مدتی پس از تدریس، زندگی خود را وقف نقاشی کرد.
آندره سوروگین پس از سال‌ها فعالیت در ایران راهی وین گردید و در نهایت در آلمان اقامت گزید.
درویش مدت ۹ سال در انزواء به سر برد و غرق در آثار فردوسی گشت و تعداد ۴۱۶ اثر از شاهنامه فردوسی نقاشی کرد که با تاریخ فوت این شاعر بزرگ همخوانی داشت و زمانیکه برای اولین بار در هندوستان هزاره فردوسی برگزار می‌گردید مینیاتورهای سوروگین که در ایران به صورت مجموعهٔ نه جلدی انتشار یافته بود برای برگزاری نمایشگاه روانهٔ هندوستان گردیدند اما متأسفانه تعدادی از آن‌ها هرگز بازنگشتند.
اولین نمایشگاه او موجب شهرتش شد و توجه چند تن از نویسندگان و هنرمندان آن روزگار را بسوی وی معطوف داشت. او در سال‌های دهه ۱۹۴۰ (دهه ۱۳۲۰) با بسیاری از روشنفکران و هنرمندان ایرانی روزگار، مانند صادق هدایت دوستی نزدیک داشت.
سبک و شیوه تجسم موضوع که درویش در این مجالس به کار برده بود هیچ شباهتی به شیوه و سبک نقاشی‌های قدیم و جدید که از شاهنامه شده بود نداشت نقاش سبک مینیاتورهای استادان عهد صفوی مانند کمال‌الدین بهزاد و رضا عباسی را با اسلوب و فنون نقاشی جدید توأم ساخت و توانست آثار گرانبهایی به وجود آورد.
درویش یک سال پس از اولین نمایشگاه اش در تهران به هندوستان سفر کرد و نمایشگاهی از آثارش در کلکته ترتیب داد. این آثار چنان در طبع فرمانروای حیدرآباد (هند) مقبول افتاد که وی تعدادی از آن‌ها را خریداری کرد و درویش که از این تشویق مادی و معنوی نیروی تازه‌ای گرفته بود به تهران بازگشت و تصاویر دیگری از روی رباعیات خیام و حافظ شیرازی خلق نمود.
وی نمایشگاه‌های متعددی در شهرهای وین، برلین، بروکسل، پاریس و لندن ترتیب داد و در همه جا به عنوان مینیاتورساز ایرانی توفیق یافت و شهرت جهانی کسب نمود. هم‌اکنون آثار وی در موزه‌های متعددی در سراسر جهان نگهداری می‌شوند.
از آندره سوروگین همواره به عنوان تصویرگر حکایت‌ها و داستان‌های شرقی یاد گردیده و هنر وی مورد توجه منتقدان هنری قرار گرفته‌است. از این هنرمند نامی، تعداد زیادی اثر ارزشمند به شیوه رنگ و روغن از مناظر شهرهای ایران، آبرنگ، گواش، باتیک و غیره به جای مانده که همهٔ آن‌ها نشان دهنده علاقه وی به ادبیات و مفاخر ملی و بزرگان میهن می‌باشند.

## درگذشت

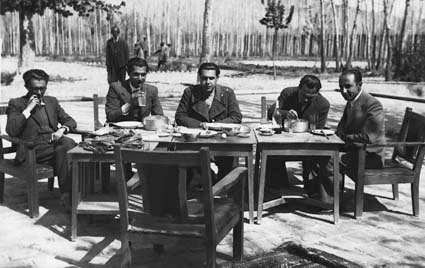
آندره سوریوگین، مجتبی مینوی، غلامحسین مینباشیان، مسعود فرزاد، و صادق هدایت در پیک نیکی دوستانه در خارج از تهران

آندره سوروگین در ۱۷ دسامبر ۱۹۹۶ (۲۷ آذر ۱۳۷۵) در سن صد سالگی در شهر اشتوتگارت، آلمان در گذشت.

## بخشی از آثار
- ۱۸۲ تابلو از رباعیات عمر خیام و باباطاهر
- ۱۸۰ تابلو از غزل‌های حافظ
- مینیاتورهای شاهنامه
- داستان‌های سایات‌نووا